# Caetano N'Tchama
Caetano N'Tchama (nascut en 1955) és un polític de Guinea Bissau i antic primer ministre. Va mantenir aquesta posició des del 19 de febrer de 2000 fins al 19 de març de 2001 i és membre del Partit de Renovació Social (PRS).
N'Tchama va servir com a Ministre de l'Interior sota el primer ministre Francisco Fadul de 1999 a 2000; en el govern d'unitat nacional de Fadul, que va prestar jurament el 20 de febrer de 1999, N'Tchama fou un dels membres escollits per la junta militar d'Ansumane Mané. Després de l'elecció del líder del PRS Kumba Ialá com a President, N'Tchama, que era el tercer en la jerrquia del PRS i és cosí de Ialá, va ser escollit pel PRS com a primer ministre en un vot de partit el 24 de gener de 2000, amb 46 vots a favor i sis en contra. A la fi de setembre de 2000 va anar algunes setmanes a Dakar i París per a un tractament mèdic. Després que Fadul acusés N'Tchama de corrupció, N'Tchama va dir l'octubre de 2000 que tenia previst demandar contra Fadul a causa d'aquestes acusacions.
El març de 2001, el PRS va mantenir converses sobre la substitució N'Tchama com a primer ministre. Ialá va destituir N'Tchama el 19 de març, dient que aquesta mesura era necessària per augmentar l'estabilitat i disminuir la tensió política. Posteriorment N'Tchama es va convertir en cap de la Comissió de control interna abans de ser designat com a Secretari de Justícia el 6 de setembre de 2001.